# Youqine Lefèvre
Youqine Lefèvre, née en 1993 en Chine, est une photographe et photojournaliste belge.

## Biographie
Youqine Lefèvre grandit en Belgique. Elle est diplômée d’un Bachelor en Arts Plastiques et Visuels de l’École de Recherche Graphique de Bruxelles (ERG). Elle poursuit ses études en photographie à l’École Supérieure d’Arts Appliqués du Centre d'enseignement professionnel de Vevey (CEPV).
Elle vit et travaille actuellement à Vevey, en Suisse.

## Carrière artistique
Sa pratique artistique oscille entre le documentaire et la création autobiographique.

### Far from home (2016)
Dans la série, Far from home, elle s’attache pendant trois années à suivre le quotidien de jeunes enfants placés dans un foyer d'accueil, isolé dans la montagne. Au-delà de simplement raconter les faits en images, la photographe intègre des ponts avec sa propre histoire.
En 2016, la série est sélectionnée au festival Voies Off à Arles. Grâce à ce travail, elle est également finaliste au concours de jeunes talents de la photographie, vfg Nachwuchsförderpreis für fotografie, organisé en Suisse,. La même année, elle est lauréate du Prix Photoforum Pasquart, sélection AUSWAHL. En 2017, Youquine Lefève est récompensée de la Bourse du Talent #70 Portrait et du Prix Focale de la ville de Nyon,.

### The Land of Promises (2017)
Dans la série The Land of Promises, Youquine Lefèvre aborde son adoption internationale et transraciale. Née en Chine, elle s'intéresse à la politique de contrôle des naissances et la politique de l'enfant unique dans le pays. Pour ce projet, elle remporte le premier prix du concours Pitch your photo à De Donkere Kamer en Belgique. En 2020, la photographe est lauréate du Prix Horlait-Dapsens. La série est sélectionnée pour reGeneration4 au Musée de l'Elysée à Lausanne, ainsi que pour le Kassel Dummy Award, et le prix du magazine .tiff 2020 destiné aux jeunes talents belges de la photographie,,.

## Distinctions
- 2016 : Prix Photoforum Pasquart, sélection AUSWAHL
- 2017 : Bourse du Talent #70, Picto Foundation
- 2017 : Prix Focale de la ville de Nyon
- 2020 : Prix Horlait-Dapsens

## Expositions
Parmi une liste non exhaustive :
- Far from Home, Youqine Lefèvre, Prix Focale - Ville de Nyon, FOCALE galerie, du 19 novembre 2017 au 24 décembre 2017[11]
- Far from Home, Youqine Lefèvre, Focus Bourse du Talent, Bibliothèque nationale de France, du 15 décembre 2017 au 4 mars 2018[12]